# Llista de masies del Vallès Oriental
La llista de masies del Vallès Oriental i construccions relacionades i es troba repartida per municipis entre les següents pàgines:
- Llista de masies del Vallès Oriental - vessant litoral: inclou els termes de Martorelles, Montornès del Vallès, la Roca del Vallès, Sant Fost de Campsentelles, Santa Maria de Martorelles, Vallromanes i Vilanova del Vallès.
- Llista de masies del Vallès Oriental - Depressió Prelitoral: inclou els termes de Canovelles, Cardedeu, les Franqueses del Vallès, Granollers, Mollet del Vallès, Montmeló i Parets del Vallès.
- Llista de masies del Vallès Oriental - vessant prelitoral: inclou els termes de l'Ametlla del Vallès, Bigues i Riells, Caldes de Montbui, el Figueró i Montmany, la Garriga, Lliçà d'Amunt, Lliçà de Vall, Sant Feliu de Codines i Santa Eulàlia de Ronçana.
- Llista de masies del Vallès Oriental - oest del Baix Montseny: inclou els termes de Cànoves i Samalús, Llinars del Vallès, Sant Antoni de Vilamajor, Sant Pere de Vilamajor i Vilalba Sasserra.
- Llista de masies del Vallès Oriental - est del Baix Montseny: inclou els termes de Campins, Fogars de Montclús, Gualba, Montseny, Sant Celoni, Sant Esteve de Palautordera, Santa Maria de Palautordera, Vallgorguina.